# Dornier Do 13
Dornier Do 13 – niemiecki samolot bombowy, zbudowany w zakładach Dorniera.

## Historia
Model Do 13 został skonstruowany na bazie Dorniera Do 11. Wprowadzono jedynie zmiany techniczne i montowano inne typy silników: Siemens Jupiter (w wersji Do 13 A) i BMW VI (Do 13 C) o większej mocy. Następcą Do 13 był kolejny model Dornier Do 23.